# Chevigny-Saint-Sauveur
Pour les articles homonymes, voir Chevigny.
Chevigny-Saint-Sauveur est une commune française  appartenant à Dijon Métropole située dans le canton de Chevigny-Saint-Sauveur du  département de la Côte-d'Or, en région Bourgogne-Franche-Comté. Sa population est de 10 895 habitants au recensement de 2022. 

## Géographie

### Localisation
La commune est située à 5 km à l'est du centre-ville de Dijon et appartient à sa banlieue.
Le territoire communal est parcouru par tout un réseau de rivières (le Chanot, la Goulotte, la Norges et la Rivière Neuve) et des ruisseaux (la Mirande et la Vieille Tille).
Le bois de Chevigny s'étend sur plus de 25 % du territoire communal. Cette forêt fait partie d'une zone naturelle d'intérêt écologique, faunistique et floristique (ZNIEFF) de 286 hectares (2,86 km2).
Les communes limitrophes sont Couternon, Fauverney, Quetigny, Sennecey-lès-Dijon, Bressey-sur-Tille, Dijon, Magny-sur-Tille et Neuilly-Crimolois.

### Climat
Pour des articles plus généraux, voir Climat de la Bourgogne-Franche-Comté et Climat de la Côte-d'Or.
En 2010, le climat de la commune est de type climat océanique dégradé des plaines du Centre et du Nord, selon une étude du Centre national de la recherche scientifique s'appuyant sur une série de données couvrant la période 1971-2000. En 2020, Météo-France publie une typologie des climats de la France métropolitaine dans laquelle la commune est dans une zone de transition entre le climat océanique altéré et le climat océanique altéré et est dans la région climatique  Bourgogne, vallée de la Saône, caractérisée par un bon ensoleillement (1 900 h/an), un été chaud (18,5 °C), un air sec au printemps et en été et des vents faibles. 
Pour la période 1971-2000, la température annuelle moyenne est de 10,7 °C, avec une amplitude thermique annuelle de 17,6 °C. Le cumul annuel moyen de précipitations est de 755 mm, avec 10,7 jours de précipitations en janvier et 7,4 jours en juillet. Pour la période 1991-2020, la température moyenne annuelle observée sur la station météorologique de Météo-France la plus proche, « Dijon-Longvic », sur la commune d'Ouges à 6 km à vol d'oiseau, est de 11,4 °C et le cumul annuel moyen de précipitations est de 743,4 mm,. Pour l'avenir, les paramètres climatiques de la commune estimés pour 2050 selon différents scénarios d'émission de gaz à effet de serre sont consultables sur un site dédié publié par Météo-France en novembre 2022.
| Mois                                  | jan.             | fév.           | mars             | avril           | mai             | juin           | jui.           | août           | sep.            | oct.            | nov.             | déc.             | année     |
| ------------------------------------- | ---------------- | -------------- | ---------------- | --------------- | --------------- | -------------- | -------------- | -------------- | --------------- | --------------- | ---------------- | ---------------- | --------- |
| Température minimale moyenne (°C)     | −0,2             | 0              | 2,6              | 5,2             | 9,2             | 12,8           | 14,9           | 14,6           | 11              | 7,6             | 3,3              | 0,7              | 6,8       |
| Température moyenne (°C)              | 2,7              | 3,8            | 7,5              | 10,7            | 14,6            | 18,5           | 20,8           | 20,4           | 16,4            | 11,8            | 6,5              | 3,4              | 11,4      |
| Température maximale moyenne (°C)     | 5,6              | 7,6            | 12,5             | 16,2            | 20              | 24,2           | 26,7           | 26,2           | 21,7            | 16,1            | 9,7              | 6,1              | 16,1      |
| Record de froid (°C) date du record   | −21,3 09.01.1985 | −22 15.02.1929 | −15,3 11.03.1931 | −5,3 01.04.1931 | −3,3 01.05.1938 | 0,8 02.06.1936 | 2,8 18.07.1922 | 4,3 24.08.1922 | −1,6 24.09.1928 | −4,9 25.10.03   | −10,6 27.11.1985 | −20,8 30.12.1939 | −22 1929  |
| Record de chaleur (°C) date du record | 16,8 01.01.23    | 21,1 27.02.19  | 24,9 31.03.21    | 29 17.04.1949   | 34,4 24.05.1922 | 37,3 27.06.19  | 39,5 24.07.19  | 39,3 12.08.03  | 34,2 01.09.1926 | 28,3 12.10.1921 | 21,6 07.11.1955  | 17,5 16.12.1989  | 39,5 2019 |
| Ensoleillement (h)                    | 608              | 951            | 1 598            | 1 937           | 2 155           | 2 403          | 2 569          | 2 397          | 1 909           | 118             | 665              | 529              | 1 890     |
| Précipitations (mm)                   | 56,8             | 42,9           | 48,2             | 57,5            | 76,1            | 65,8           | 64,9           | 62             | 56,4            | 73,6            | 77,6             | 61,6             | 743,4     |

## Urbanisme

### Typologie
Au 1er janvier 2024, Chevigny-Saint-Sauveur est catégorisée centre urbain intermédiaire, selon la nouvelle grille communale de densité à 7 niveaux définie par l'Insee en 2022.
Elle appartient à l'unité urbaine de Dijon, une agglomération intra-départementale dont elle est une commune de la banlieue,. Par ailleurs la commune fait partie de l'aire d'attraction de Dijon, dont elle est une commune de la couronne,. Cette aire, qui regroupe 333 communes, est catégorisée dans les aires de 200 000 à moins de 700 000 habitants,.

### Occupation des sols
L'occupation des sols de la commune, telle qu'elle ressort de la base de données européenne d’occupation biophysique des sols Corine Land Cover (CLC), est marquée par l'importance des territoires artificialisés (42,8 % en 2018), en augmentation par rapport à 1990 (31,6 %). La répartition détaillée en 2018 est la suivante : terres arables (30,9 %), forêts (26,3 %), zones urbanisées (25,1 %), zones industrielles ou commerciales et réseaux de communication (14 %), espaces verts artificialisés, non agricoles (3,6 %). L'évolution de l’occupation des sols de la commune et de ses infrastructures peut être observée sur les différentes représentations cartographiques du territoire : la carte de Cassini (XVIIIe siècle), la carte d'état-major (1820-1866) et les cartes ou photos aériennes de l'IGN pour la période actuelle (1950 à aujourd'hui).

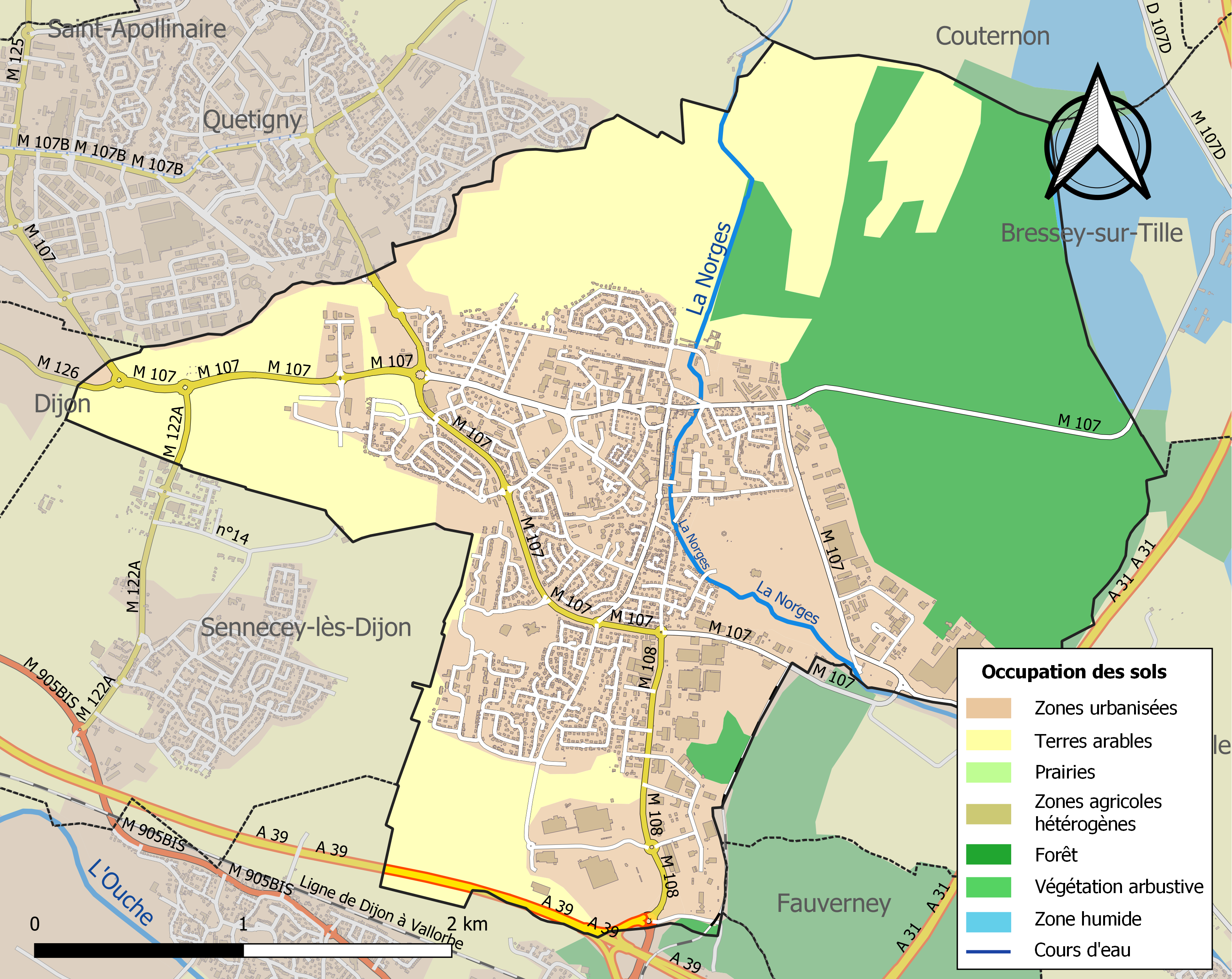
Carte des infrastructures et de l'occupation des sols de la commune en 2018 (CLC).

## Histoire

### Antiquité
La découverte de médailles du Bas-Empire et des vestiges d'une villa démontrent son origine gallo-romaine(Chevigniacum, probablement dérivé de capanna qui désignerait ici une habitation isolée). Le site aurait servi au commerce et se serait ensuite développé en village.

### Moyen Âge et époque moderne
Le village de Chevigny est mentionné pour la première fois en 878.
En 1178, les chanoines de Saint-Étienne fondent l'église de la Sainte-Trinité, dédiée au Christ.  Saint-Sauveur étant un nom typiquement bourguignon sous lequel on fêtait la Sainte-Trinité, le village porte désormais le nom de Chevigny-Saint-Sauveur (Chevigny-Sauveur au cours de la période révolutionnaire de la Convention nationale).
Le château de Chevigny-Saint-Sauveur est à l'origine une maison forte construite au XIIe siècle (il en conserve d'ailleurs deux tours carrées). Dans sa forme contemporaine, il est l'œuvre de Pierre 1er Rigoley de Chevigny. Le pavillon actuel est construit en 1678 puis complété par une aile et une chapelle castrale au XVIIIe siècle.

### Époque contemporaine
En plus de l'église de la Sainte-Trinité, la ville comporte quelques édifices historiques dont le château de Chevigny-Saint-Sauveur, le vieux lavoir, l'école de Musique ex maison Froussart et quelques bâtiments agricoles du XIXe siècle.
En août 1944, neuf patriotes sont fusillés par les nazis dans la forêt proche (Aujourd'hui Bois du Roy).

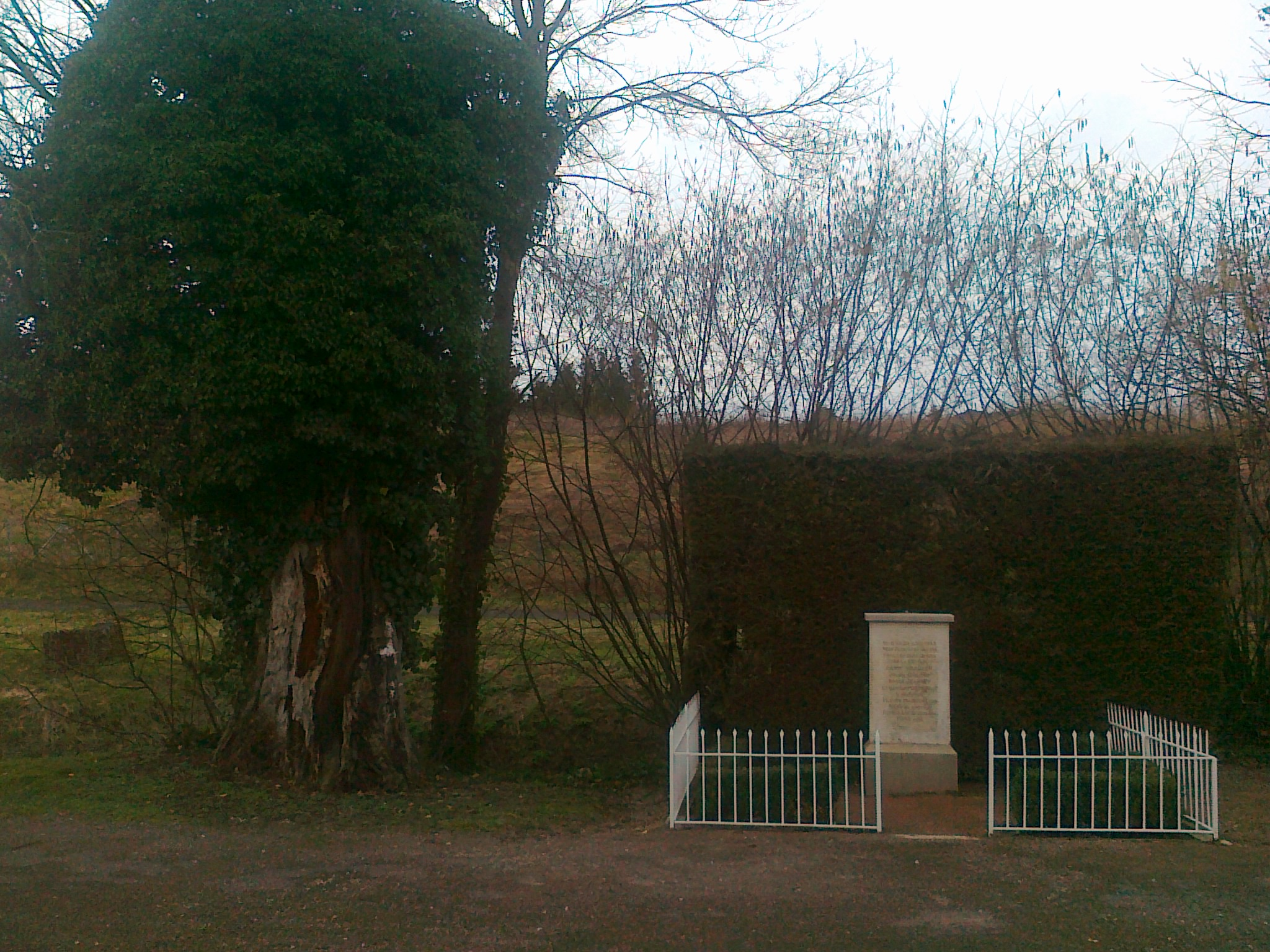
Le vieux chêne commémoratif de la Seconde Guerre mondiale.

## Politique et administration

### Découpage territorial
La commune se trouve dans l'arrondissement de Dijon du département de la Côte-d'Or.

#### Commune et intercommunalités
La commune est membre de Dijon Métropole.

#### Circonscriptions administratives
La commune est rattachée au canton de Chevigny-Saint-Sauveur.

#### Circonscriptions électorales
Pour l'élection des députés, la commune fait partie de la troisième circonscription de la Côte-d'Or.

## Jumelages
Jumelage avec les villes allemandes de Bobenheim-Roxheim et de Jeßnitz.

## Population et société

### Démographie
L'évolution du nombre d'habitants est connue à travers les recensements de la population effectués dans la commune depuis 1793. Pour les communes de plus de 10 000 habitants les recensements ont lieu chaque année à la suite d'une enquête par sondage auprès d'un échantillon d'adresses représentant 8 % de leurs logements, contrairement aux autres communes qui ont un recensement réel tous les cinq ans,.

En 2022, la commune comptait 10 895 habitants, en évolution de −5,23 % par rapport à 2016 (Côte-d'Or : +0,82 %, France hors Mayotte : +2,11 %).
| 1793 | 1800 | 1806 | 1821 | 1831 | 1836 | 1841 | 1846 | 1851 |
| ---- | ---- | ---- | ---- | ---- | ---- | ---- | ---- | ---- |
| 210  | 356  | 354  | 328  | 340  | 371  | 418  | 412  | 425  |

| 1856 | 1861 | 1866 | 1872 | 1876 | 1881 | 1886 | 1891 | 1896 |
| ---- | ---- | ---- | ---- | ---- | ---- | ---- | ---- | ---- |
| 387  | 392  | 403  | 366  | 378  | 349  | 340  | 340  | 318  |

| 1901 | 1906 | 1911 | 1921 | 1926 | 1931 | 1936 | 1946 | 1954 |
| ---- | ---- | ---- | ---- | ---- | ---- | ---- | ---- | ---- |
| 304  | 300  | 288  | 230  | 238  | 226  | 245  | 236  | 312  |

| 1962 | 1968  | 1975  | 1982  | 1990  | 1999   | 2006  | 2011   | 2016   |
| ---- | ----- | ----- | ----- | ----- | ------ | ----- | ------ | ------ |
| 491  | 1 412 | 5 647 | 7 137 | 8 223 | 10 141 | 9 460 | 10 200 | 11 496 |

| 2021   | 2022   | - | - | - | - | - | - | - |
| ------ | ------ | - | - | - | - | - | - | - |
| 10 944 | 10 895 | - | - | - | - | - | - | - |

## Économie
- Usine Amora (groupe Unilever). Le plus grand centre européen de fabrication de condiments. La SAS AMORA MAILLE SOCIETE INDUSTRIELLE, implantée à Chevigny Saint Sauveur, est actuellement dirigée par Isabelle DURET. Son capital social est de plus de 24 500 000 €. En 2014 elle employait 234 personnes. Bien que son chiffre d'affaires ait baissé de 33 % entre 2013 et 2014, sa rentabilité commerciale de 61 % est restée stable.
- Centre AFPA, au château de Chevigny.
- Unité de production Urgo.

## Culture locale et patrimoine

### Lieux et monuments
- Ville fleurie : deux fleurs.

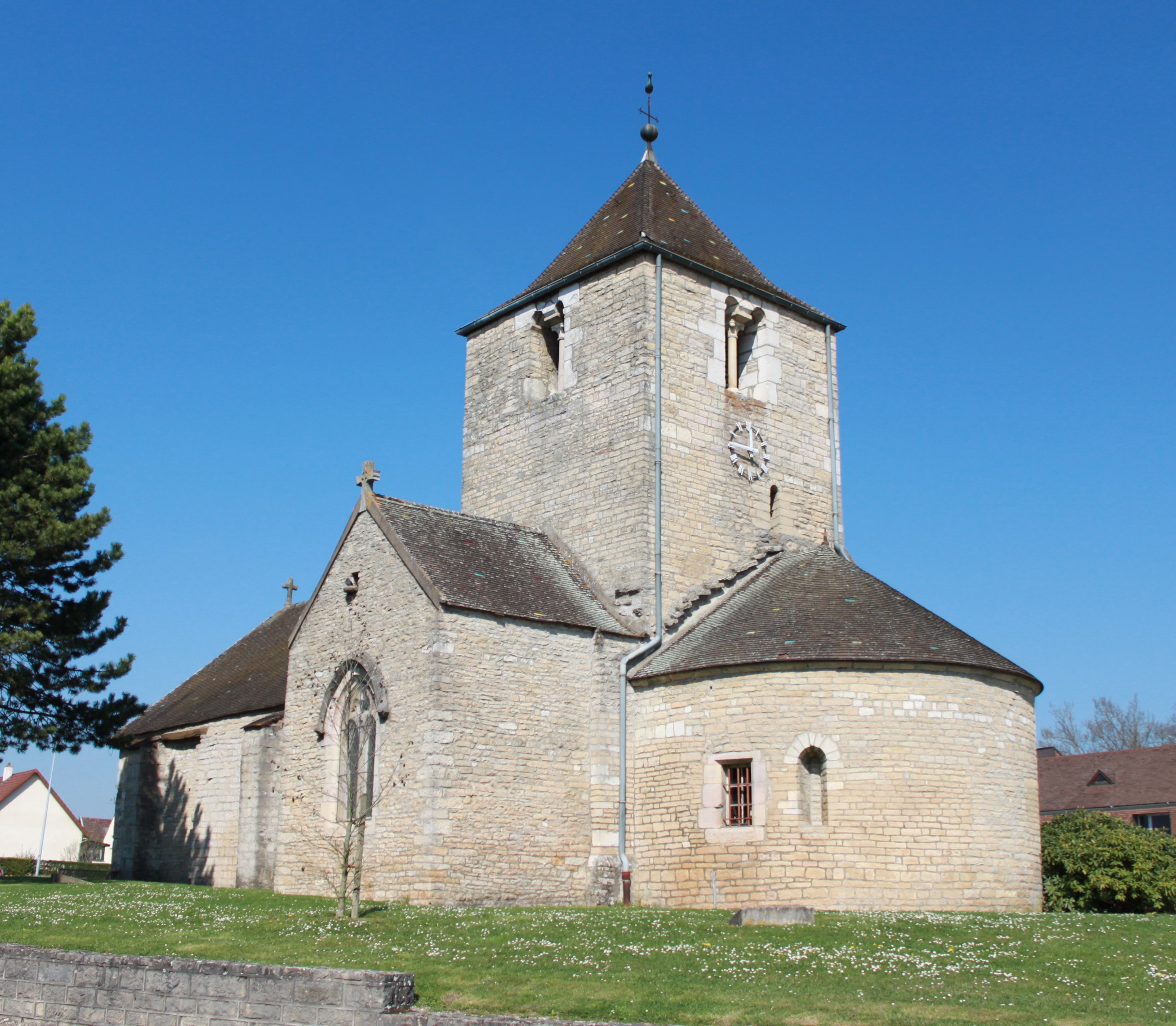
Église de la Sainte-Trinité.

- Le parc de la Saussaie est un espace de loisirs s'étendant sur près de 20 hectares.
- L'arborétum accueille 14 variétés d'arbres de tous les continents.
- L'église de la Sainte-Trinité, dédiée au Saint Sauveur, bâtie au XIIe siècle par les chanoines de Saint-Étienne.
- La récente église intercommunale de la Visitation.
- Le château restauré par Pierre 1er Rigoley de Chevigny (fin du XVIIe siècle)
- Le vieux lavoir.
- L'école de Musique ex Maison Froussart
- Près du monument de la forêt (aujourd'hui Bois du Roy), se trouvait un chêne majestueux âgé de plus de 300 ans.
- Le Polygone est une salle communale de spectacles et de manifestations.

### Personnalités liées à la commune
- On peut lire sur les fonts baptismaux de l'église de la Sainte-Trinité que le fils de Jean de Vienne tenu par Philippe le Hardi y est baptisé le 25 novembre 1376[13],[22].

### Héraldique
| Blason | Blasonnement : D'or au monde d'azur cerclé et cintré d'or et surmonté d'une croix de gueules, à la bordure aussi d'azur chargée de huit besants aussi d'or. |

Le conseil municipal de 1972 examine pour la première fois plusieurs projets d'armoiries présentés par le conservateur des antiquités et objets d'art de la Côte d'Or, le chanoine Jean Marillier. Le blason reflète l'histoire de la commune : alors que les huit besants d'or de la bordure représentent les fossés dans lesquels ont été découvertes des pièces du Bas-Empire. Au centre de l'écusson est représenté le monde cintré surmonté d'une croix, symbole particulier du patronyme de Saint-Sauveur. Aujourd’hui, le blason communal n’est plus utilisé sur les documents officiels mais est toujours présent sur la médaille de la ville.

## Pour approfondir